# Dieci (film 2002)
Dieci è un film del 2002 diretto da Abbas Kiarostami, presentato in concorso al 55º Festival di Cannes. L'intero film è stato realizzato con due videocamere digitali poste ciascuna al lato opposto del cruscotto di una automobile, in modo da mostrare sia il guidatore che il passeggero.

## Trama
Il film è diviso in dieci scene, ognuna delle quali mostra una diversa conversazione tra un'autista donna (interpretata da Mania Akbari) e una varietà di passeggeri mentre guida per Teheran. I suoi passeggeri includono il suo giovane figlio (interpretato dal vero figlio di Akbari, Amin Maher), sua sorella, una sposa, una prostituta e una donna che sta andando a pregare. Il film, attraverso i vari incontri, prova a mettere in luce il ruolo della donna all'interno della società iraniana.

## Riconoscimenti
L'autorevole rivista del British Film Institute Sight & Sound l'ha indicato fra i trenta film chiave del primo decennio del XXI secolo.